# Møbelringen Cup 2010
Møbelringen Cup 2010 var den 10. udgave af kvindehåndboldturneringen Møbelringen Cup og afholdtes fra den 26. – 28. november 2010 i Tromsø og Bodø i Norge. Den forsvarende mester var Norge, der havde vundet de seneste fire udgaver af turneringen. Norge vandt alle turneringens kampe og vandt dermed turneringen for femte gang i træk.

## Resultater
| Dato  | Hold 1  | Hold 2  | Resultat |
| ----- | ------- | ------- | -------- |
| 26.11 | Norge   | Island  | 35-14    |
| 26.11 | Danmark | Serbien | 21-34    |
| 27.11 | Danmark | Island  | 30-24    |
| 27.11 | Norge   | Serbien | 30-25    |
| 28.11 | Island  | Serbien | 28-30    |
| 28.11 | Norge   | Danmark | 26-18    |

| Hold    | Kampe | Mål   | Point |
| ------- | ----- | ----- | ----- |
| Norge   | 3     | 91-57 | 6     |
| Serbien | 3     | 89-79 | 4     |
| Danmark | 3     | 69-84 | 2     |
| Island  | 3     | 66-95 | 0     |

## Allstarhold
- Målmand: Kari Aalvik Grimsbø (Norge)
- Højrefløj: Nora Mørk (Norge)
- Bagspiller: Tonje Larsen (Norge)
- Bagspiller: Gro Hammerseng (Norge)
- Bagspiller: Andrea Lekic (Serbien)
- Venstrefløj: Ann Grete Nørgaard (Danmark)
- Stregspiller: Heidi Løke (Norge)

## Topscorere
1. Hrafnhildur Skuladottir (Island): 16 mål 

1. Sanja Damnjanovic (Serben): 16 mål 

3. Ann Grete Nørgaard (Danmark): 15 mål 